# Phyllophilopsis caudata
Phyllophilopsis caudata là một loài ruồi trong họ Tachinidae.